# 亮叶冬青
亮叶冬青（学名：Ilex nitidissima）是冬青科冬青属的植物，为中国的特有植物。分布于中国大陆的湖南、广西、江西等地，生长于海拔960米至1,250米的地区，多生长在山坡密林、疏林及杂木林中，目前已由人工引种栽培。

## 别名
尾叶冬青（湖南植物名录）